# Rachel Jackson
Rachel Robards Jackson z domu Donelson (ur. zap. 15 czerwca 1767 w hrabstwie Halifax, zm. 22 grudnia 1828 w Nashville) – amerykańska pierwsza dama, żona Andrew Jacksona, córka pułkownika Johna Donelsona i Rachel Stockley.

## Życiorys
Rachel Donelson urodziła się w czerwcu 1767 roku w hrabstwie Halifax, jako córka pułkownika Johna Donelsona. Nie uczęszczała do szkoły jednak nauczyła się pisać i czytać a także kilku prac domowych jak szycie czy gotowanie. W 1780 roku rodzina przeprowadziła się na teren współczesnego miasta Nashville. Tereny te były wówczas atakowane przez Indian, co zmusiło Donelsonów do przenosin do Kentucky, jednak wkrótce potem powrócili do Nashville.
W wieku 17 lat wyszła za mąż za Lewisa Robardsa, który tytułował się kapitanem, pomimo że nie był żołnierzem. Oboje zamieszkali wówczas z matką Robardsa w Kentucky. Gwałtowne wybuchy zazdrości Lewisa, sprawiły, że Rachel opuściła męża trzy lata po ślubie i zamieszkała ze swoją matką. Wkrótce potem małżonkowie pogodzili się i zamieszkali w Cumberland. Ponieważ charakter Robardsa nie uległ zmianie, Rachel postanowiła trwale opuścić męża w 1790 roku, w czym pomógł jej Andrew Jackson. Wobec tego Robards założył żonie sprawę rozwodową. Sądząc, że Lewis otrzymał rozwód, Rachel wyszła za mąż za Jacksona jesienią 1791 roku. Dwa lata później okazało się, że żadnej sprawy rozwodowej nie było i z punktu widzenia prawa Rachel nadal była żoną Lewisa Robardsa. Z tego powodu Rachel wielokrotnie była oskarżana o bigamię. Jeszcze w tym samym roku orzeczono rozwód pomiędzy Robardsami, a Rachel pełnoprawnie poślubiła Andrew Jacksona 17 stycznia 1794 roku.
Po ślubie małżonkowie zamieszkali w posiadłości Hunter’s Hill. W czasie trwania małżeństwa Jackson wielokrotnie stawał w obronie czci żony. Wyzwał na pojedynki m.in. Charlesa Dickensona i gubernatora Tennessee, Johna Seviera. Jacksonowie nie mieli własnych dzieci, ale mieli trzech przysposobionych synów: Andrew juniora (bratanek Rachel), Lyncoyę (Indianina z plemienia Krików) oraz Andrew Jacksona Hutchingsa (sierotę po towarzyszu broni Jacksona). W 1804 małżonkowie musieli sprzedać posiadłość Hunter’s Hill i przenieść się do nowego domu, który potem został nazwany The Hermitage. Ponieważ Rachel źle znosiła rozłąkę i żyła w obawie o życie męża podczas wojny brytyjsko-amerykańskiej, Andrew sprowadził ją do swojej kwatery w Nowym Orleanie w 1815 roku. Po zwycięstwie Jacksonowie wyjechali na jakiś czas do Waszyngtonu. Niebawem Jackson wyruszył na wojnę z Seminolami. W czasie, gdy nie przebywał w domu, Rachel doglądała prac nad wykończeniem posiadłości The Hermitage.
W 1821 roku Jackson został gubernatorem Florydy i oboje zamieszkali w Pensacoli. Dwa lata później został senatorem i przeniósł się do stolicy, jednak Rachel dołączyła do męża dopiero w 1824. Rzadko opuszczała swój apartament hotelowy i nie włączała się w życie towarzyskie Waszyngtonu. W tym samym roku Jackson po raz pierwszy kandydował na prezydenta, jednak decyzją Izby Reprezentantów przegrał z Johnem Quincy Adamsem. Cztery lata później ponownie ubiegał się o fotel prezydencki i, podobnie jak w poprzedniej kampanii, on i jego żona byli atakowani ze względu na jej rzekomą bigamię. Oskarżenia te znacznie wpłynęły na pogorszenie się stanu zdrowia Rachel. Andrew Jackson zwyciężył w wyborach, jednak jego żona nigdy nie została oficjalnie pierwszą damą, gdyż w grudniu 1828 zachorowała na serce. Kilka dni później zaraziła się grypą i ostatecznie zmarła w wyniku zapalenia opłucnej 22 grudnia. Została pochowana w posiadłości The Hermitage.